# War Gods
War Gods est un jeu vidéo de combat sorti en 1995 sur arcade puis en 1997 sur Nintendo 64, PlayStation et PC. Le jeu est développé et édité par Midway Manufacturing Company.

## Synopsis
Il y a très longtemps, un engin spatial s'est écrasé sur Terre. Celui-ci transportait des pierres magiques qui, lors de l'impact, se sont propagés partout sur la surface de la planète. Quelques humains ont trouvé ces pierres et ont évolué en War Gods. Dans le but de récupérer toutes les pierres afin de devenir le guerrier ultime, les War Gods se rencontrent pour s'affronter.

## Système de jeu
Le gameplay du jeu est similaire à celui de Mortal Kombat 3. En effet, les attaques sont presque identiques et le jeu possède également des fatalities activables en effectuant une combinaison de boutons qui permettent d'éliminer l'adversaire. War Gods, contrairement aux opus de Mortal Kombat précédents, propose des arènes de combat entièrement modélisés en trois dimensions. Avant chaque partie, le joueur a le choix entre dix différents personnages jouables.

## Développement
Les personnages dans le jeu sont créés à l'aide d'une technique appelé le digital skin.